# Aramaio
Aramaio (Spanish: Aramayona) là một đô thị trong tỉnh Álava, thuộc Xứ Basque, phía bắc Tây Ban Nha. Đô thị này nằm ở độ cao 301 m trên mực nước biển, cách thủ phủ Victoria 29 km. Aramaio có diện tích 73,27 km², dân số 1.493 người (INE 2007) với mật độ dân số 20,38 người/km². Mã số bưu chính là 01169.